# Aimón de Rans
Aimón de Rans (en francés: Aimon de Rans) fue el señor de la mitad de la Baronía de Chalandritsa en la Grecia franca desde 1311 hasta alrededor de 1316. Después de su victoria sobre Fernando de Mallorca en la batalla de Manolada, Luis de Borgoña, el nuevo príncipe de Acaya, dio toda la baronía vacante a dos de sus partidarios borgoñeses, Aimón de Rans y su hermano, Otón. Otón murió poco después, y Aimón vendió el dominio a Martino Zaccaria, señor de Quíos, y regresó a su tierra natal.